# 呼称問題
呼称問題（こしょうもんだい）とは名前に関する紛争。

## 海域名に関する問題
- 日本海呼称問題 （日本海を韓国が「東海」に変更するよう要求）
- ドーバー海峡の呼称問題 （ドーバー海峡をフランスが「カレー海峡」に変更するように要求）
- ペルシア湾呼称問題 （ペルシア湾を一部アラブ諸国が「アラビア湾」に変更するように要求）
- メキシコ湾の呼称問題　(メキシコ湾をトランプ政権が「アメリカ湾」に変更)

## 領有権に絡む問題
- ベルリン会議 (アフリカ分割)（アフリカ大陸の植民地化）
- チベット自治区の名称問題 （中華人民共和国政府が意図的に使用しているとチベット亡命政府が抗議）
- 長白山（長白山を韓国が国際的に白頭山へ変更するように要求。中国に対して間島の領有権を主張）

## 国名に関する問題
- ミャンマーの国名 （軍事政権が国名をビルマからミャンマーに変更。民主化勢力は反発している）
- ジョージアの国名 （国内の反露感情を理由に外名をロシア語由来の「グルジア」から英語由来の「ジョージア」に変更するよう主張）
- マケドニア名称論争 （1991年に独立したマケドニア共和国（現・北マケドニア共和国）の国名を巡り、マケドニア共和国とギリシャとの間で発生した一連の対立）
- ハイフン戦争 （チェコスロバキアの国名表記をめぐった論争、最終的には両国の分裂につながった）

## 地名に関する問題
- ブリテン諸島
- デリー/ロンドンデリー名称論争
- 上越問題 (新潟県にある2つの上越について)
- ひらがな・カタカナ地名
- 瑞祥地名

## インフラに関する問題
- 川越富洲原駅（改称前は富洲原駅であったが、富洲原は四日市市の地名であるのに対し、駅は川越町に位置している）
- 燕三条駅（下越地方の燕市と中越地方の三条市との間の長年の対立が背景に）
- 佐久平駅（新駅開業による駅名検討時に、駅が位置する佐久市は「佐久駅」、駅から離れた小諸市が「小諸佐久駅」「佐久小諸駅」を主張し対立）
- 新函館北斗駅（新幹線開業による駅名検討時に、駅が位置する北斗市は「北斗函館駅」、駅から離れた函館市が「新函館駅」を主張し対立）
- 総神大入口（梨水）駅（路線で駅名が異なるのは韓国の鉄道では同駅のみである）
- 元町・中華街駅（新駅開業による駅名検討時に、駅周辺の元町商店街は「元町駅」、中華街が「元町中華街駅」を主張し対立）
- 逗子・葉山駅（葉山町の名も付けられているが、駅は逗子市に位置している。なお改称前は新逗子駅であった）
- 高輪ゲートウェイ駅（命名時に再考を促す運動が勃発）
- ムサコ（駅の愛称、武蔵小山駅と武蔵小杉駅と武蔵小金井駅が該当）
- 長野新幹線 (金沢延長後の長野新幹線の呼称について)
- 成田国際空港（千葉県に存在しているが、開港当初の名称は「新東京国際空港」であった）
- 大阪国際空港（関西国際空港開港以降国際線が運航されていないほか、敷地が大阪府と兵庫県に跨っている）

## 組織名・チーム名に関する問題
- ワシントン・レッドスキンズ (インディアンによる名称変更訴訟があり、2022年シーズンよりワシントン・コマンダースに改称)
- クリーブランド・インディアンス (2022年シーズンよりクリーブランド・ガーディアンズに改称)
- チーム・ロータス問題 (「ロータス」という名称の使用権を巡る関係者間の不和により、2011年のF1に、ルノー改め「ロータス・ルノーGP」と、ロータス・レーシング改め「チーム・ロータス」という2チームが参戦する奇妙な状況になった)
- ASUS (「ASUS」の呼び方について)
- アップル対アップル訴訟
- ISIL#表記の混在と名称変更に対する動き（いわゆる「イスラム国」）

## その他
- 太平洋戦争 （当時の日本は「大東亜戦争」と呼称したが、戦後、太平洋戦争に変更された）
- 形容動詞 （「名容詞」などの名称が提唱されている。詳細は同項目参照）
- GNU/Linux名称論争
- 朝鮮語の呼称問題
- エマーソン・レイク・アンド・パウエル
- 藤崎八旛宮秋季例大祭
- 豚汁 (「とんじる」と呼ぶか「ぶたじる」と呼ぶかの論争)
- マスタースレーブ
- 南北戦争のネーミング
- 武漢肺炎（病名に地名を使用することの是非）
- 今川焼き（全国に同じような菓子が存在し、呼称をめぐってインターネット上ではたびたび話題になる。）
- モンスターエナジー#商標権問題